# Poecilonota cyanipes
Poecilonota cyanipes är en skalbaggsart som först beskrevs av Thomas Say 1823.  Poecilonota cyanipes ingår i släktet Poecilonota och familjen praktbaggar. Inga underarter finns listade i Catalogue of Life.